# CGTN (chaîne de télévision)
Pour CGTN en français, voir CGTN-Français.
CGTN (China Global Television Network), anciennement CCTV-9, CCTV-News, est une chaîne de télévision d'information internationale en continu chinoise, diffusant des informations en anglais. La chaîne appartient à CCTV, organisme de télévision publique chinoise dépendant directement du Parti communiste chinois.

## Histoire
CGTN fait partie du réseau de la Télévision centrale de Chine qui dépend directement du Parti communiste chinois,.
La CCTV a commencé à envisager une chaîne de télévision d'informations en anglais à partir de 1979. Les journaux en anglais ont donc commencé en 1981 sur CCTV-2, la deuxième chaîne de télévision chinoise, et sont devenus disponibles pour téléspectateurs d'outre-mer. Les journaux ont été ensuite déplacés sur CCTV-4, dès 1991.
CCTV News a vu le jour le 15 septembre 2000, sous le nom de CCTV-9. CCTV-9 est entrée dans le marché de la télévision américaine le 1er janvier 2002 chez divers opérateurs câbles, à la suite d'un accord de diffusion. Ainsi AOL, Time Warner et News Corporation ont pu faire voir le jour en Chine des chaînes chinoises issues de leurs groupes.
Après son lancement, la chaîne a été remaniée à maintes reprises. Un service de roulement de news a été mis en place chaque heure.
Le 26 avril 2010 à 7 h, CCTV-9 devient CCTV News. Pour l'occasion, quelques shows ont été rebaptisés pendant que certains ont fait leur apparition. Le site web anglais est maintenant géré par China Network Television (CNTV), un service streaming de la CCTV. Le 1er janvier 2011, la marque CCTV-9 est de retour mais cette fois pour deux chaînes de télévisions documentaires.
Le 26 juin 2012, le CRTC a autorisé la chaîne à être distribuée au Canada.
Le 31 décembre 2016, le nom de la chaîne change en CGTN.
D'après un analyte d'Axios, aux États-Unis, CGTN a réalisé des clips pro-Russie et anti-OTAN qui minimisaient le rôle de la Russie dans l’invasion de son voisin et ont été diffusés sur facebook par le gouvernement chinois.

## Diffusions en Europe

### Royaume-Uni

#### Plaintes
Depuis 2018, des plaintes ont été déposées auprès de l'Office of Communications (Ofcom, autorité britannique de régulation des télécommunications) à la suite de la diffusion de confessions forcées. Selon Safeguard Defenders, une ONG de défense des droits de l'homme, qui a déposé plainte auprès des autorités de régulation de l'audiovisuel au Canada et aux Etats-Unis, « Au moins 52 autocritiques forcées ont été diffusées à la télévision depuis 2013. CCTV avait obtenu sa licence au Canada à condition que la chaîne respecte la réglementation locale. Nous avons réuni plus de 100 pages de témoignages et d'enregistrements prouvant que ce n'est pas le cas », selon la déclaration du suédois Peter Dahlin, lui-même détenu trois semaines en janvier 2016.
Une première plainte a été déposée contre CGTN par l'ex-journaliste anglais Peter Humphrey en novembre 2018. L'ancien correspondant de Reuters en Chine affirme avoir été attaché sur une chaise dans une cage de métal pendant l'enregistrement d'une autocritique alors qu'il était détenu, sans procès en 2013. Cédric Alviani de Reporters sans frontières rappelait alors qu'« un média qui exhibe des détenus comme des bêtes de foire et diffuse leurs aveux dictés par l'État ne fait pas du journalisme ». À la suite de cette plainte, les diffusions ont cessé à l'étranger, jusqu'à l'arrestation et la diffusion de Simon Cheng. Arrêté lors d'un voyage en Chine continentale en août 2019, la police chinoise reproche à Simon Cheng de soutenir le mouvement démocratique à Hongkong et d'avoir fréquentés des prostitués. Après deux semaines de détention, son autocritique est diffusé le 21 novembre dans une séquence de deux minutes titré « Simon Cheng, honte sur toi » et sous-titré en anglais.
Cette pratique s'apparente aux séances d'autocritiques de la Chine maoïste et est contraire aux droits de l'homme. Pour au moins une des plaintes,, l'Ofcom a conclu que la chaîne avait enfreint les règles de diffusion : les sanctions potentielles encourues vont d'une amende à l'interdiction d'émettre. Par le passé, une chaîne iranienne a vu sa licence d'émettre révoquée pour des raisons similaires.

#### Retrait de licence de diffusion
L'Ofcom constate des infractions aux règles de diffusion du Royaume-Uni concernant la couverture des manifestations pro-démocratiques ayant eu lieu à Hong Kong en 2019-2020 : la chaîne a de façon répétée, négligé de présenter le point de vue des manifestants opposés à Pékin.
Début février 2021, l'Ofcom retire la licence de diffusion de CGTN au Royaume-Uni. Son enquête conclut que la licence est détenue à tort par Star China Media Limited (SCML) dont le contenu éditorial est contrôlé par le Parti communiste chinois. Malgré un délai important pour se mettre en conformité avec les règles statutaires, l'Ofcom révoque la licence de diffusion de CGTN au Royaume-Uni compte tenu de l'ingérence importante dans le droit d'un radiodiffuseur à la liberté d'expression. Quelques jours après l’annonce, la Chine, en guise de réponse, interdit la diffusion de la BBC sur le sol chinois affirmant que certains de ses reportages sur la Chine enfreignaient les principes de véracité et d’impartialité journalistiques,.

#### Condamnations
Début mars 2020, l'Ofcom prononce des condamnations dans quatre affaires différentes. Durant les manifestations pro-démocratie de Hongkong en 2019, l'Ofcom réclame une amende de 125 000 livres sterling. Elle juge la chaine CGTN coupable d’avoir failli à son obligation d’impartialité en accordant que le point de vue du régime chinois dans cinq émissions diffusées en Grande-Bretagne. Elle réclame également une amende de 100 000 livres est émise contre CGTN pour avoir porté atteinte à la vie privée du journaliste Peter Humphrey. Concernant, les deux autres condamnations, l’Ofcom considère un « traitement injuste et d’atteinte à la vie privée » envers Simon Cheng, ancien employé du consulat du Royaume-Uni à Hongkong en 2019, et de Gui Minhai, un libraire de Hongkong naturalisé suédois, qui avait été enlevé en 2015 par la police chinoise en Thaïlande. Elle n'a pas statué sur les pénalités afférentes.

### France
En décembre 2020 afin de contourner l'interdiction via l'Ofcom, le CGTN sollicite le CSA en France pour pouvoir continuer émettre en Europe. Début mars 2021, le CSA autorise la diffusion de la chaine et par conséquent prend le relais en tant qu’autorité compétente à la suite de la sortie de la Grande-Bretagne de l’Union européenne. Ainsi, la télévision publique chinoise CGTN est autorisée en Europe dont sur le réseau câblé allemand de Vodafone et à nouveau au Royaume-Uni,. Deux universitaires françaises, Marie Holzman et Patricia Batto, dénoncent cette autorisation qualifiant la chaine d'outils de désinformation en déclarant que « La France ne doit pas servir de base à la propagande chinoise en Europe ! ».
L’ONG Safeguard Defenders, qui critique la politique chinoise au Xinjiang, dépose auprès du CSA et de la Commission fédérale des communications, le régulateur américain de la télévision, deux plaintes aux noms de M. Abudurehim, un Ouïgour exilé en Australie et de l'universitaire Adrian Zenz. M. Abudurehim reproche à la chaîne chinoise de l'avoir diffamé en l'accusant d'avoir abandonné sa famille et d'avoir obligé sa fille à une interview où elle contredisait un reportage de CNN sur sa famille. Adrian Zenz accuse CGTN de l’avoir diffamé et de refuser un droit de réponse.
En mars 2021, CGTN publie deux tribunes présentées comme écrites par une « journaliste française indépendante expérimentée », Laurène Beaumond, qui se révèle finalement ne pas exister,.
En février 2022, la chaîne diffuse la fausse information que le président ukrainien aurait fui à Lviv.

## Australie
En mars 2021, les autorités compétentes suspendent les bulletins d'information de CGTN après avoir reçu une plainte de l'ONG Safeguard Defenders. Celle-ci allègue que la chaine chinoise a diffusé des « aveux forcés de 56 personnes entre 2013 et 2020 ».

## Identité visuelle

Logo de CCTV-9 du 15 septembre 2000 au 26 avril 2010.
Logo de CCTV News depuis le 26 avril 2010.